# Primera Divisió (2023/2024)
Primera Divisió (2023/2024) (zwana jako Lliga Multisegur Assegurances ze względów sponsorskich) – 29. edycja najwyższej klasy rozgrywkowej piłki nożnej w Andorze.
Brało w niej udział 10 drużyn, które w okresie od 16 września 2023 do 19 maja 2024 rozegrały 27 kolejek meczów.
Sezon zakończył baraż o miejsce w przyszłym sezonie w Primera Divisió.
Obrońcą tytułu była drużyna Atlètic Club d’Escaldes.
Mistrzostwo po raz pierwszy w historii zdobyła drużyna UE Santa Coloma.

## Drużyny
| Uczestnicy poprzedniej edycji | Uczestnicy poprzedniej edycji | Uczestnicy poprzedniej edycji | Uczestnicy poprzedniej edycji |
| --- | ----------------------------- | ----------------------------- | ----------------------------- |
| ATL | Atlètic D'Escaldes            | Escaldes-Engordany            | 1                             |
| INT | Inter Club d’Escaldes         | Escaldes-Engordany            | 2                             |
| SFC | FC Santa Coloma               | Santa Coloma                  | 3                             |
| SUE | UE Santa Coloma               | Santa Coloma                  | 4                             |
| PEN | Penya Encarnada               | Andora                        | 5                             |
| ORD | FC Ordino                     | Ordino                        | 6                             |
| Awans z Segona Divisió |                               |                               |                               |
| PAS | Pas de la Casa                | Pas de la Casa                | 1                             |
| AME | Atlètic Amèrica               | Escaldes-Engordany            | 2                             |
| ESP | Esperança d’Andorra           | Andora                        | 3                             |
| po barażach |                               |                               |                               |
| CAR | CE Carroi                     | Santa Coloma                  | 4                             |
| Oznaczenia: - kolumna pierwsza – skróty nazw drużyn, - kolumna trzecia – siedziba klubu, - kolumna czwarta – miejsce zajęte w poprzednim sezonie. |                               |                               |                               |

## Format rozgrywek
Format ligi uległ zmianie, została ona powiększona o dwa zespoły. Dziesięć uczestniczących drużyn gra ze sobą trzykrotnie.
Zwycięzca ligi zostaje mistrzem Andory i kwalifikuje się do rundy wstępnej Ligi Mistrzów UEFA.
Drużyna, która zajmie drugie miejsce i zdobywca Pucharu Andory, kwalifikują się do I rundy kwalifikacyjnej Ligi Konferencji Europy UEFA.
W przypadku zdobycia pucharu przez drużynę, która zapewniła sobie grę w europejskich pucharach, awans otrzymuje trzecia drużyna rozgrywek.
Do niższej ligi spada bezpośrednio ostatnia drużyna, a przedostatnia rozegra baraż z drugą drużyną z niższej ligi

## Tabela
| Lp. | Drużyna                 | M  | Z  | R | P  | B+ | B- | +/– | Pkt | Kwalifikacja lub spadek                        |
| --- | ----------------------- | -- | -- | - | -- | -- | -- | --- | --- | ---------------------------------------------- |
| 1   | UE Santa Coloma (M, P)  | 27 | 20 | 6 | 1  | 57 | 12 | +45 | 66  | Liga Mistrzów UEFA • I runda kwalifikacyjna    |
| 2   | Inter Club d’Escaldes   | 27 | 20 | 3 | 4  | 66 | 16 | +50 | 63  | Liga Konferencji UEFA • I runda kwalifikacyjna |
| 3   | Atlètic Club d’Escaldes | 27 | 19 | 3 | 5  | 71 | 21 | +50 | 60  | Liga Konferencji UEFA • I runda kwalifikacyjna |
| 4   | FC Santa Coloma         | 27 | 19 | 2 | 6  | 64 | 23 | +41 | 59  |                                                |
| 5   | Penya Encarnada         | 27 | 13 | 5 | 9  | 45 | 34 | +11 | 44  |                                                |
| 6   | Ordino                  | 27 | 10 | 6 | 11 | 33 | 29 | +4  | 36  |                                                |
| 7   | Pas de la Casa          | 27 | 3  | 9 | 15 | 24 | 46 | −22 | 18  |                                                |
| 8   | Esperança d’Andorra     | 27 | 4  | 2 | 21 | 27 | 81 | −54 | 14  |                                                |
| 9   | Carroi (B, S)           | 27 | 3  | 4 | 20 | 19 | 77 | −58 | 13  | baraże o Primera Divisió                       |
| 10  | Atlètic Amèrica (S)     | 27 | 3  | 2 | 22 | 22 | 89 | −67 | 11  | spadek do Segona Divisió                       |

## Wyniki
| Gospodarz \ Gość        | AME | ACE | CAR | ESP | INT | ORD | PAS | PEN | SFC | SUE | AME | ACE | CAR | ESP | INT | ORD | PAS | PEN | SFC | SUE |
| ----------------------- | --- | --- | --- | --- | --- | --- | --- | --- | --- | --- | --- | --- | --- | --- | --- | --- | --- | --- | --- | --- |
| Atlètic Amèrica         |     | 1–4 | 1–3 | 6–3 | 0–3 | 1–2 | 1–3 | 1–1 | 2–4 | 0–1 |     | 1–8 |     | 0–5 |     |     | 0–3 | 1–4 |     | 0–1 |
| Atlètic Club d’Escaldes | 8–0 |     | 8–1 | 3–1 | 2–1 | 1–0 | 1–1 | 3–0 | 5–1 | 1–2 |     |     | 2–1 |     | 2–0 | 1–0 |     |     |     | 0–2 |
| Carroi                  | 2–2 | 0–4 |     | 0–4 | 1–6 | 0–2 | 0–0 | 0–2 | 0–2 | 0–5 | 2–3 |     |     |     |     |     |     | 0–2 |     | 0–3 |
| Esperança d’Andorra     | 2–0 | 0–5 | 0–2 |     | 0–2 | 0–3 | 0–0 | 0–3 | 0–5 | 0–2 |     | 1–3 | 2–0 |     |     | 2–4 |     |     | 0–6 |     |
| Inter Club d’Escaldes   | 6–0 | 1–0 | 3–1 | 6–0 |     | 2–0 | 2–0 | 4–2 | 2–0 | 1–1 | 2–0 |     | 6–0 | 4–0 |     |     |     |     | 1–2 |     |
| Ordino                  | 1–0 | 1–1 | 4–0 | 4–0 | 2–2 |     | 1–0 | 1–0 | 1–1 | 1–2 | 1–0 |     | 1–1 |     | 0–1 |     | 1–1 |     |     |     |
| Pas de la Casa          | 1–2 | 0–2 | 0–1 | 3–2 | 0–3 | 1–1 |     | 0–1 | 0–5 | 1–5 |     | 1–2 | 2–2 | 2–2 | 0–1 |     |     | 2–2 | 0–2 |     |
| Penya Encarnada         | 6–0 | 1–1 | 4–1 | 1–0 | 0–2 | 2–1 | 2–0 |     | 0–2 | 1–2 |     | 1–2 |     | 3–2 | 1–3 | 2–1 |     |     | 2–4 | 0–0 |
| FC Santa Coloma         | 4–0 | 1–0 | 2–1 | 6–1 | 0–1 | 2–0 | 3–2 | 0–1 |     | 1–2 | 3–0 | 0–1 | 4–0 |     |     | 2–0 |     |     |     |     |
| UE Santa Coloma         | 6–0 | 2–1 | 3–0 | 6–0 | 2–1 | 2–0 | 0–0 | 1–1 | 1–2 |     |     |     |     | 2–0 | 0–0 | 2–0 | 2–1 |     | 0–0 |     |

## Baraże o Primera Divisió
FC Rànger’s wicemistrz Segona Divisió wygrał 2-1 dwumecz z Carroi o miejsce w Primera Divisió na sezon 2024/2025.
| 25 maja 2024 | FC Rànger’s | 0:1 | Carroi                                   |                                                                  |
| 20:30        |             |     | 90+2' Emanuel Alejandro Sáez Valdearenas | Estadi Comunal d’Andorra la Vella (Andora) Sędzia: Luís Teixeira |

| 29 maja 2024 | Carroi | 0:2 (pd.)       | FC Rànger’s                                          |                                            |
| 20:30        |        | (0:1, 0:1, 0:1) | 17' Isaac Caracuel Díaz · 114' Armando León Reséndez | Estadi Comunal d’Andorra la Vella (Andora) |

## Najlepsi strzelcy
| Bramki | Strzelcy                  | Drużyna                 |
| ------ | ------------------------- | ----------------------- |
| 20     | Guillaume Silvain Lopez   | Atlètic Club d’Escaldes |
| 18     | Domingo Berlanga Ouggouti | Inter Club d’Escaldes   |
| 16     | Christian Novoa           | FC Santa Coloma         |
| 15     | Abel Argañaraz            | Inter Club d’Escaldes   |
| 15     | Rodrigo Piloto            | Atlètic Club d’Escaldes |
| 11     | Karim L’Koucha            | UE Santa Coloma         |
| 11     | Víctor Tellado García     | Ordino                  |
| 10     | David Virgili Fernández   | FC Santa Coloma         |

Źródło: 